# FAM221A
FAM221A (англ. Family with sequence similarity 221 member A) – білок, який кодується однойменним геном, розташованим у людей на короткому плечі 7-ї хромосоми. Довжина поліпептидного ланцюга білка становить 298 амінокислот, а молекулярна маса — 33 083.
| 10         |  | 20         |  | 30         |  | 40         |  | 50         |
| ---------- |  | ---------- |  | ---------- |  | ---------- |  | ---------- |
| MERLTLPLGG |  | AAAVDEYLEY |  | RRIVGEDDGG |  | KLFTPEEYEE |  | YKRKVLPLRL |
| QNRLFVSWRS |  | PTGMDCKLVG |  | PETLCFCTHR |  | YKQHKTDLEA |  | IPQQCPIDLP |
| CQVTGCQCRA |  | YLYVPLNGSQ |  | PIRCRCKHFA |  | DQHSAAPGFT |  | CNTCSKCSGF |
| HSCFTCACGQ |  | PAYAHDTVVE |  | TKQERLAQEK |  | PVGQDIPYAA |  | MGGLTGFSSL |
| AEGYMRLDDS |  | GIGVPSVEFL |  | ESPITAVDSP |  | FLKAFQASSS |  | SSPETLTDVG |
| TSSQVSSLRR |  | PEEDDMAFFE |  | RRYQERMKME |  | KAAKWKGKAP |  | LPSATKPS   |

A: Аланін

C: Цистеїн

D: Аспарагінова кислота

E: Глутамінова кислота

F: Фенілаланін

G: Гліцин

H: Гістидин

I: Ізолейцин

K: Лізин

L: Лейцин

M: Метіонін

N: Аспарагін

P: Пролін

Q: Глутамін

R: Аргінін

S: Серин

T: Треонін

V: Валін

W: Триптофан

Задіяний у такому біологічному процесі, як альтернативний сплайсинг. 